# Sainte-Anne-d’Auray
Sainte-Anne-d’Auray (bret. Santez-Anna-Wened) – miejscowość i gmina we Francji, w regionie Bretania, w departamencie Morbihan.
Według danych na rok 1990 gminę zamieszkiwało 1630 osób, a gęstość zaludnienia wynosiła 328 osób/km² (wśród 1269 gmin Bretanii Sainte-Anne-d’Auray plasuje się na 387. miejscu pod względem liczby ludności, natomiast pod względem powierzchni na miejscu 1022.).
Na terenie miejscowości znajduje się sanktuarium świętej Anny, wzniesione tam w XVII wieku, po serii objawień, jakie według tradycji miał doświadczyć Iwo Nicolazic. Sanktuarium do dziś jest celem licznych pielgrzymek.